# Чево
Чево је насеље у пријестоници Цетиње у Црној Гори. Према попису из 2003. било је 62 становника (према попису из 1991. било је 95 становника).Чево је постојбина српског племена Озринића, због тога познатог и као племе Чевљана. Чувени Озринићи рођени на Чеву су краљица Милена Петровић Његош, сердар Јанко Вукотић и војвода Драшко Поповић. Чево је опевано у Горском вијенцу.

## Историја
Чево припада племену Озринићи у Катунској нахији. Према легенди, племе је добило назив по Озрихни (Озру) чији се син Неноје Озринић помиње у которском архиву 3. јуна 1335. године. Озринићи су територијално највеће црногорско племе Катунске нахије. Због своје улоге пограничног племена и сталних борби с Турцима стекло је највећи углед у Црној Гори, о чему сведочи и чињеница да је једино племе које Његош прославио посвећеним стиховима ("Чево равно, гнијездо јуначко") у свом дјелу "Горски вијенац" у којем је највећи број кључних ликова управо из овог племена Војвода Драшко Поповић, Сердар Вукота, Кнез Јанко, Вук Мићуновић, Вук Мандушић, Вукота Мрваљевић и бан Милоњић. Од најпознатијих Чевљана су и Ђукан Бурић, гувернадур Вукадин Вукотић, сердар Вукале Вукотић, Туро Гаврилов Гардашевић, браћа Раде и Вукота Балетићи, Симо Милутинов Кођошија, војвода Пеко Павловић Николић, војвода Петар Вукотић, барјактар Рашо Спасојевић Вујовић и други.
Вековима уназад Озринићи су се расељавали у друге области (други делови данашње Црне Горе, Херцеговина, Србија).

## Демографија
У насељу Чево живи 59 пунолетних становника, а просечна старост становништва износи 50,0 година (45,5 код мушкараца и 53,2 код жена). У насељу има 27 домаћинстава, а просечан број чланова по домаћинству је 2,30.
Ово насеље је великим делом насељено Црногорцима (према попису из 2003. године), а у последња три пописа, примећен је незапамћен пад у броју становника.
|  |

| Демографија | Демографија | Демографија |
| Година      | Становника  | Становника  |
| ----------- | ----------- | ----------- |
|             |             |             |
|             |             |             |
|             |             |             |
|             |             |             |
| 1948.       | 424         |             |
| 1953.       | 444         |             |
| 1961.       | 378         |             |
| 1971.       | 271         |             |
| 1981.       | 133         |             |
| 1991.       | 95          | 95          |
| 2003.       | 62          | 62          |
|             |             |             |

| Етнички састав према попису из 2003.‍ | Етнички састав према попису из 2003.‍ | Етнички састав према попису из 2003.‍ | Етнички састав према попису из 2003.‍ | Етнички састав према попису из 2003.‍ |
| ------------------------------------ | ------------------------------------ | ------------------------------------ | ------------------------------------ | ------------------------------------ |
|                                      |                                      |                                      |                                      |                                      |
| Црногорци                            | Црногорци                            |                                      | 58                                   | 93,54%                               |
| непознато                            | непознато                            |                                      | 4                                    | 6,45%                                |

| Година пописа     | 1948. | 1953. | 1961. | 1971. | 1981. | 1991. | 2003. |
| ----------------- | ----- | ----- | ----- | ----- | ----- | ----- | ----- |
| Број домаћинстава | 101   | 107   | 98    | 65    | 50    | 36    | 27    |

| Број чланова      | 1  | 2 | 3 | 4 | 5 | 6 | 7 | 8 | 9 | 10 и више | Просек |
| ----------------- | -- | - | - | - | - | - | - | - | - | --------- | ------ |
| Број домаћинстава | 27 | 9 | 9 | 6 | 1 | 0 | 1 | 1 | 0 | 0         | 0      |

| Пол    | Укупно | Неожењен/Неудата | Ожењен/Удата | Удовац/Удовица | Разведен/Разведена | Непознато |
| ------ | ------ | ---------------- | ------------ | -------------- | ------------------ | --------- |
| Мушки  | 25     | 12               | 10           | 1              | 0                  | 2         |
| Женски | 34     | 11               | 11           | 9              | 0                  | 3         |
| УКУПНО | 59     | 23               | 21           | 10             | 0                  | 5         |

| Пол    | Укупно                    | Пољопривреда, лов и шумарство | Рибарство                            | Вађење руде и камена | Прерађивачка индустрија       |
| ------ | ------------------------- | ----------------------------- | ------------------------------------ | -------------------- | ----------------------------- |
| Мушки  | 13                        | 5                             | 0                                    | 0                    | 0                             |
| Женски | 7                         | 1                             | 0                                    | 0                    | 0                             |
| УКУПНО | 20                        | 6                             | 0                                    | 0                    | 0                             |
| Пол    | Производња и снабдевање   | Грађевинарство                | Трговина                             | Хотели и ресторани   | Саобраћај, складиштење и везе |
| Мушки  | 1                         | 0                             | 4                                    | 1                    | 0                             |
| Женски | 0                         | 0                             | 1                                    | 0                    | 0                             |
| УКУПНО | 1                         | 0                             | 5                                    | 1                    | 0                             |
| Пол    | Финансијско посредовање   | Некретнине                    | Државна управа и одбрана             | Образовање           | Здравствени и социјални рад   |
| Мушки  | 0                         | 0                             | 1                                    | 0                    | 0                             |
| Женски | 0                         | 0                             | 0                                    | 1                    | 1                             |
| УКУПНО | 0                         | 0                             | 1                                    | 1                    | 1                             |
| Пол    | Остале услужне активности | Приватна домаћинства          | Екстериторијалне организације и тела | Непознато            | Непознато                     |
| Мушки  | 0                         | 0                             | 0                                    | 1                    | 1                             |
| Женски | 0                         | 0                             | 0                                    | 3                    | 3                             |
| УКУПНО | 0                         | 0                             | 0                                    | 4                    | 4                             |